# 柏林鄉 (鄰水縣)
柏林鄉，是四川省鄰水縣曾经下辖的一个乡。

## 沿革[1]
- 1953年9月4日，第七區公所從袁市鄉划出一部分增建柏林鄉人民政府。1956年1月16日，柏林鄉併入袁市鄉，柏林鄉人民政府撤銷。